# Lionel Sams
Lionel Jeffrey Sams (* 20. Januar 1961 in Paddington (London)) ist ein ehemaliger englischer Dartspieler, der unter anderem bei der Professional Darts Corporation (PDC) aktiv war.

## Karriere

### Anfänge
Sams war bereits 1986 erstmals im regionalen Fernsehprogramm von Anglia Television zu sehen, als er beim British Matchplay antrat. Er erreichte das Finale und verlor dort gegen Terry O’Dea. In der Folge war er bei einigen regionalen Turnieren erfolgreich, darunter die Camber Sands Singles 1988 und die Kent Open 1988 und 1989. Echte Bekanntheit erlangte er aber noch nicht.

### Karrierehöhepunkt
Dies änderte sich nachdem er der PDC beitrat. So gelang ihm ein Neundarter in einem Spiel gegen Ronnie Baxter in Montreal im Mai 2002, wofür es allerdings kein Preisgeld gab. Die anderen Spieler sammelten jedoch 400 $ für Sams zusammen. Mitte der 2000er-Jahre war Sams bei den großen Turnieren der PDC zumeist mit dabei. Regelmäßig schaffte er es ins Achtelfinale dieser Turniere, was ihm dazu verhalf sich in den Top 32 der PDC Order of Merit zu halten. Er kam jedoch nie über ein Achtelfinale hinaus. Erfolgreich war er dagegen bei den West Tyrone Open im Februar 2007, bei dem er das Einzel und auch das Doppel zusammen mit Sean McGowan gewann.

### Formkrise
Seitdem Sams 2004 das Achtelfinale der PDC World Darts Championship erreicht hatte, blieben die Erfolge bei diesem Turnier für ihn aus. Zwischen 2005 und 2007 verlor er jeweils sein erstes Spiel. Ende des Jahres 2007 fiel er schließlich aus den Top 32 der Weltrangliste heraus.
Im Jahr 2009 erreichte er zwei Halbfinale auf der PDC Pro Tour, beendete das Jahr aber mit nur 6.100 £ Preisgeld. 2010 brachen seine Leistungen weiter ein, sodass er nur noch auf 600 £ kam. Dies lag auch daran, dass er an weniger Turnieren teilnahm. Er entschied sich dann 2011 die Tourkarte abzulehnen und stattdessen bei Turnieren der British Darts Organisation (BDO) anzutreten, womit seine PDC-Karriere praktisch beendet war. Größere Erfolge blieben aber auch beim Konkurrenzverband aus. Sein letztes aufgezeichnetes Spiel datiert aus dem Jahr 2015, als er bei den UK Open an Josh Payne scheiterte.

## Weltmeisterschaftsresultate

### PDC
- 2004: Antelfinale (1:4-Niederlage gegen  Simon Whatley)
- 2005: 3. Runde (1:4-Niederlage gegen  Dennis Priestley)
- 2006: 1. Runde (0:3-Niederlage gegen  John Kuczynski)
- 2007: 1. Runde (1:3-Niederlage gegen  Dave Ladley)

## Titel

### PDC
- West Tyrone Open Sieger: 2007

### Sonstige
- Camber Sands Singles Sieger: 1988
- Kent Open Sieger: 1988, 1989, 2008
- Cosham Xmas Open Sieger: 2001
- Hersham Open Sieger 2003
- Bury St Edmunds Open Sieger: 2013